# Jużnyj (rejon diński)
Jużnyj (ros. Южный) – osiedle w Rosji, w Kraju Krasnodarskim, w rejonie dińskim. W 2010 liczyło 5121 mieszkańców.